# Di Cala Lunga
Di Cala Lunga (volledig: Isolotti di Cala Lunga) zijn een tiental rotseilandjes in de La Maddalena-archipel voor de kust van het Italiaanse eiland Sardinië.
De eilandjes, bestaande uit roze graniet, liggen nabij het westelijke schierland van het eiland Razzoli, waar de baai Cala Lunga een diepe inham slaat in de kustlijn van Razolli.
Het IOTA-nummer van Di Cala Lunga is, zoals voor de meeste andere eilanden in de archipel, EU-041. De Italian Islands Award-referentie (I.I.A., gegeven aan natuurlijke eilanden) was SS-035. Inmiddels heeft het in de Mediterranean Islands Award de code MIS-121.